# Pentney-Hort

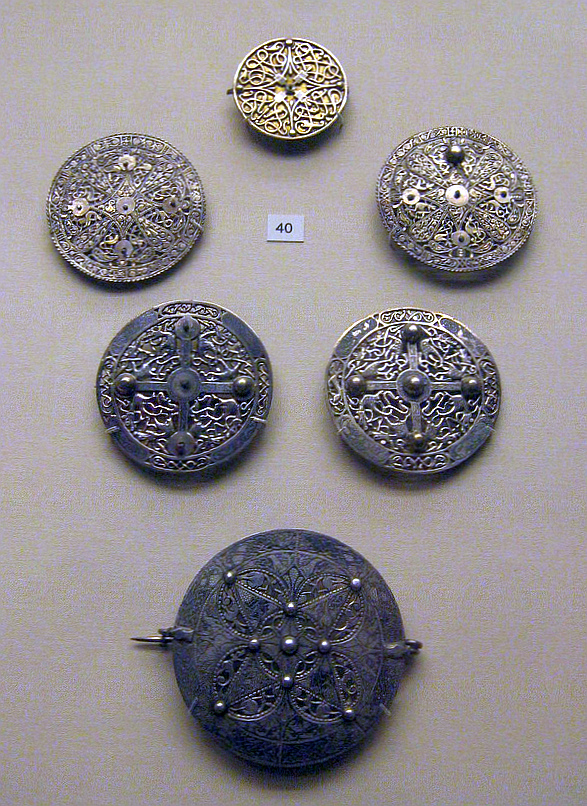
Pentney-Hort

Der Pentney-Hort (englisch Pentney hoard) ist ein Hort, der 1977 von einem Totengräber gefunden wurde, als er auf dem Kirchhof der Kirche St Mary Magdalene in Pentney bei Swaffham in Norfolk in England ein Grab aushob.
Er fand sechs aus Silberblech geschnittene und gravierte sächsische Broschen, die zunächst in der Sakristei deponiert wurden. 1980 erkannte der neue Pfarrer die Bedeutung des Depotfundes. Vom Britischen Museum wurden sie als Scheibenfibeln aus dem 9. Jahrhundert identifiziert. Die Objekte wurden als Schatz von nationaler Bedeutung eingestuft und Eigentum der Krone. Sie können im Britischen Museum besichtigt werden.